# Date Shigezane
Date Shigezane (伊達 成実 (Y Đạt Thành Thực) Date Shigezane, 1568 - 1646) là một samurai giữa thời kỳ Sengoku và thời kỳ Edo. Shigezane là con trai của Date Sanemoto và còn có tên khác là Tôgorô. Sau trận đánh ở Hitadori (1585), ông đã được giữ thành Nihonmatsu và được trọng thưởng 38.000 koku. Ông còn tham gia vào trận đánh với nhà Ashina năm 1589. Cùng với Oniniwa Tsunamoto và Katakura Kagetsuna, ông là một trong ba người vĩ đại của nhà Date. Chiếc mũ của ông có hình một con sâu bướm và biểu tượng đó có ý nghĩa là "sẽ không bao giờ trở về".